# Église Notre-Dame-de-Bethléem de Thoard
Pour les articles homonymes, voir Notre-Dame de Bethléem.
L'église Notre-Dame-de-Bethléem est une église située à Thoard, en France.

## Localisation
L'église est située sur la commune de Thoard, dans le département français des Alpes-de-Haute-Provence.

## Historique
L'église est constituée d'une nef unique à plafond plat, terminée par un sanctuaire à chevet plat, voûté. L'édifice actuel fut bâti au XVIIe siècle, mais les murs semblent reposer sur des maçonneries plus anciennes.
Elle s’appuie contre une tour fortifiée, le "donjon". L'analyse de son mode de construction permet de dater son élévation entre la fin du XIIe et le début du XIIIe siècle. Sur les vestiges de son deuxième niveau fut ajouté au XVIIe siècle un beffroi, transformant le symbole seigneurial et militaire en édifice paroissial. 

## Protection
L'édifice est classé au titre des monuments historiques en 1994.